# Dual Pump System
Dual Pump System (DPS) — полноприводная трансмиссия. Используется на автомобилях Honda CR-V, Honda HR-V, Honda Element, Honda Orthia, Honda Odyssey, Honda Accord, Honda Accord Wagon, Honda Airwave, Honda Civic Ferio Rti, Honda Fit, Honda Partner, Honda Freed
В обычном режиме движения крутящий момент с коробки передач передаётся только передним колёсам. В случае пробуксовки передних колёс происходит подключение задней оси автомобиля.

## Принцип работы
В заднем редукторе установлены два насоса (dual pump). Один приводится карданом от раздаточной коробки, передающей крутящий момент от дифференциала передних колес, второй — задними колёсами через свободный дифференциал. Как только насос, приводимый карданом, начинает качать больше (пробуксовка передних колёс) — включается пакет многодискового сцепления и крутящий момент плавно начинает передаваться и на задние колеса автомобиля также. Как только скорость задних и передних колёс уравнивается — пакет многодискового сцепления также плавно расцепляется, крутящий момент на задние колеса больше не передаётся. В реальных дорожных условиях почти всегда существует разность скоростей вращения передних и задних колес: задние колеса при одной скорости вращения ведомого вала коробки передач почти всегда проходят меньший путь, чем передние. Поэтому в системе полного привода DPS предусмотрена минимальная величина разницы производительности насосов, при которой гидравлическая система не включает многодисковое сцепление, что обеспечивает безопасное прохождение поворотов и снижает нагрузки на трансмиссию автомобиля, оборудованного данной системой полного привода.